# Охаба Жиу (Горж)
Охаба Жиу (рум. Ohaba Jiu) насеље је у Румунији у округу Горж у општини Болбоши. Oпштина се налази на надморској висини од 180 m.

## Становништво
Према подацима из 2002. године у насељу је живело 524 становника, од којих су сви румунске националности.